# Бланета

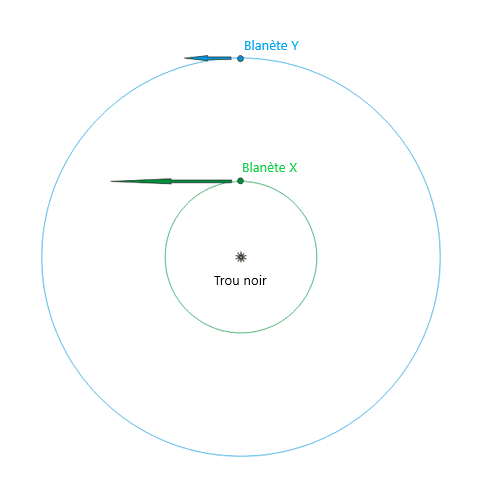
Схема обертання "бланет" навколо чорної діри.

Бланета (англ. Blanet) — гіпотетичний клас планет, що можуть формуватися й існувати навколо надмасивної чорної діри в центрі галактики.
У 2019 році команда астрономів та екзопланетологів показала, що навколо надмасивної чорної діри існує безпечна зона, яка може містити тисячі бланет на орбіті навколо неї. 

## Етимологія
Назва "Бланета" походить від слів black hole (чорна діра) і planet (планета).

## Опис
Бланети в основному схожі на планети; вони мають достатню масу, щоб бути заокругленими власною гравітацією, але недостатньо масивні, щоб запустити термоядерний синтез, подібно до планет, що обертаються навколо зірок. 

### Формування
Передбачається, що бланети можуть утворюватися в акреційному диску навколо досить великих чорних дір.

## В культурі
У фільмі американського режисера Крістофера Нолана «Інтерстеллар» 2014 року з’явилися дві екзопланети, що обертаються навколо чорної діри Гаргантю. Однак вони не могли існувати в представленому там «цілком» земному вигляді через надзвичайно високе магнітне випромінювання та дуже низькі температури.